# آلیسیا رینر
آلیسیا رینر (انگلیسی: Alysia Reiner؛ زادهٔ ۲۱ ژوئیهٔ ۱۹۷۰) یک هنرپیشه اهل ایالات متحده آمریکا است.
از فیلم‌ها یا برنامه‌های تلویزیونی که وی در آن نقش داشته است می‌توان به دارایی‌های آوا، راه‌های فرعی، آن لحظه مزخرف، مغز زنانه و نوع شرور اشاره کرد.